# سونیک خارپشت ۳
سونیک خارپشت ۳ (به انگلیسی: Sonic the Hedgehog 3) یک بازی ویدئویی در سبک پرشی است که توسط سگا و در سال ۱۹۹۴ و در پلت‌فرم‌های سگا مگا درایو و مایکروسافت ویندوز منتشر شده‌است.